# Maurits van der Valk
Maurits Willem van der Valk, né le 16 décembre 1857 à Amsterdam et mort le 6 mai 1935 à Laren (Hollande-Septentrionale), est un peintre de paysages et de vedute ainsi qu'un critique d'art néerlandais.

## Biographie

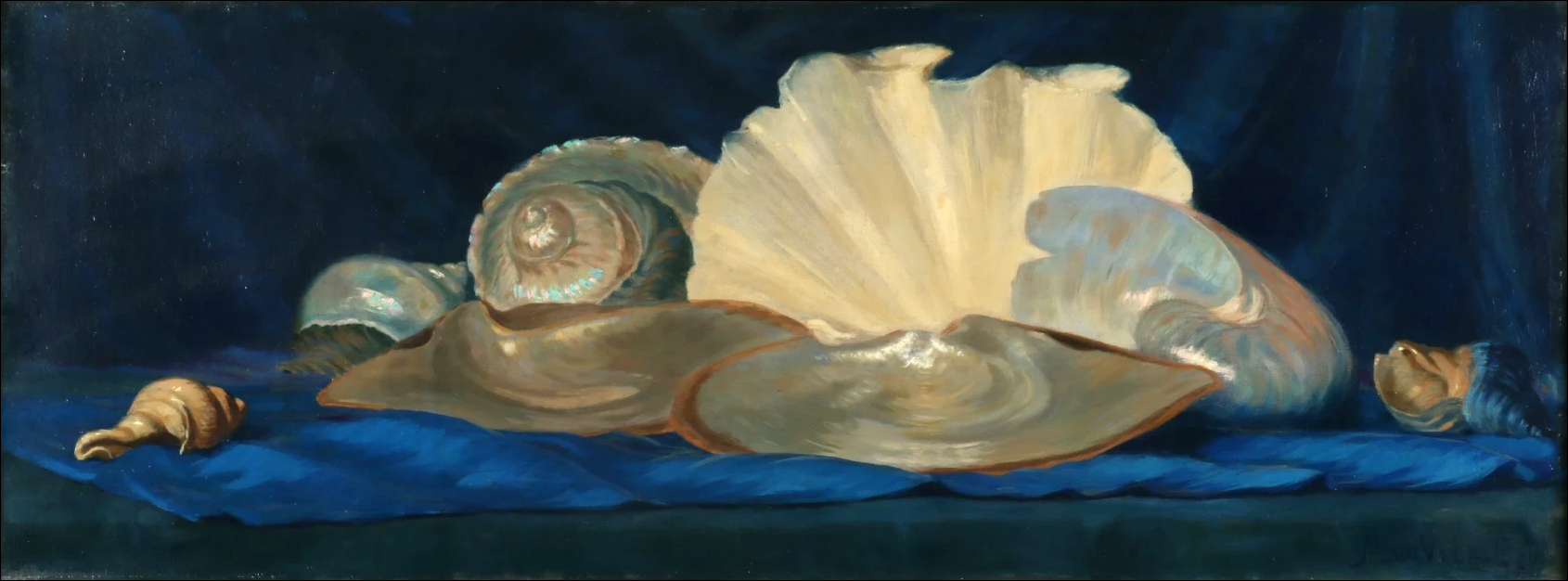
Nature morte avec des coquillages.

Maurits Willem van der Valk naît le 16 décembre 1857 à Amsterdam.
Il étudie à l'Académie royale des beaux-arts d'Amsterdam sous la direction d'August Allebé de 1878 à 1884.
Avec ses camarades, il fonde la Kunstenaarsvereniging Sint Lucas (Association d'art de Saint-Luc) en 1881. Il peint, dessine, grave et lithographie des natures mortes avec des coquillages et des paysages.
Il change plusieurs fois de lieu de résidence et de travail : il reste à Amsterdam jusqu'en 1890, puis arrive en France (d'abord à Paris, puis à Auvers-sur-Oise), puis revient à Amsterdam de 1893 à 1902, à Scherpenzeel après 1903, à Amersfoort de 1905 à 1909, à Leyde de 1909 à 1919, à Vreeland jusqu'en 1920, à Laren (Hollande-Septentrionale) en 1920 et s'installe à Amsterdam en 1925. Il devient membre de "Arti et Amicitiae" en 1885.
À partir de 1885, il écrit des critiques d'art pour De Nieuwe Gids, la revue du groupe d'artistes Tachtigers, sous le pseudonyme « J. Stemming » ou « I.N. Stemming ». De 1883 à 1890, il enseigne dans une école de dessin à Amsterdam. En 1889, son atelier prend feu. Avec l'argent de l'assurance, il se rend à Paris, où il vit quelque temps et rencontre sa future femme Baukje van Mesdag. En 1893, la famille retourne aux Pays-Bas. Après son retour, il enseigne en privé pour Johann Georg van Caspel et Reinier de Vries (1874-1953), entre autres.
Maurits Willem van der Valk meurt le 6 mai 1935 à Laren (Hollande-Septentrionale).